# Kim Gilles
Kim Gilles (ca. 1976) is een Belgisch voormalig korfbalster.

## Levensloop
In 1997 ging ze aan de slag bij het Nederlandse DKOD. Later was ze actief bij Sikopi. Daarnaast maakte ze deel uit van het Belgisch korfbalteam, waarmee ze zilver behaalde op het Europees kampioenschap van 2006 te Boedapest.
Gilles is woonachtig te Kontich. In 2016 werd bij haar borstkanker vastgesteld, die later bleek te zijn uitgezaaid.